# Nossa Senhora da Paz
Nossa Senhora da Paz, Mãe da Paz, Rainha da Paz ou Nossa Senhora Rainha da Paz é um título da Bem-Aventurada Virgem Maria na Igreja Católica. Ela é representada na arte segurando uma pomba e um ramo de oliveira, símbolos da paz. Seu memorial oficial no Calendário Romano Geral é em 9 de julho na Igreja universal, exceto no Havaí e em algumas igrejas nos Estados Unidos, onde é mantido em 24 de janeiro.
O Papa Bento XV, em 1917, em plena Primeira Guerra Mundial, inseriu na Ladainha Lauretana a invocação Rainha da Paz

## História

### França
A história tradicional diz que no início dos anos 1500 na França, um certo Jean de Joyeuse deu a estátua como presente de casamento para sua jovem noiva, Françoise e Voisins. A estátua era conhecida como a "Virgem de Joyeuse" e tornou-se uma querida herança de família.
Por volta do ano 1588, o neto de Jean, Henri Joyeuse, juntou-se aos franciscanos capuchinhos em Paris e trouxe a estátua, onde permaneceu pelos 200 anos seguintes. Com o ramo de oliveira na mão e o Príncipe da Paz no braço, a estátua se chamava Notre Dame de Paix (Nossa Senhora da Paz). Em 1657, a comunidade capuchinha ergueu uma capela maior para acomodar o crescente número de fiéis que buscavam sua intercessão. Em 9 de julho daquele ano, diante de uma grande multidão que incluía o rei Luís XIV, o núncio papal na França abençoou e entronizou solenemente a estátua da Virgem. Posteriormente, o Papa Alexandre VII designaria esta data para a comunidade capuchinha celebrar a festa de Nossa Senhora da Paz.
Durante a Revolução Francesa, que eclodiu em 1789, os capuchinhos foram expulsos de seu mosteiro. Eles levaram a imagem com eles para evitar sua destruição pelos rebeldes saqueadores. Quando a paz foi restaurada na terra, a estátua foi tirada do esconderijo e confiada a Pedro Coudrin, um padre em Paris. Em 1800, Coudrin e Henriette Aymer de Chevalerie tornaram-se co-fundadores de uma comunidade de irmãs, irmãos e padres - a Congregação dos Sagrados Corações de Jesus e Maria e da Adoração Perpétua do Santíssimo Sacramento. Coudrin deu a estátua à Madre Aymer, que a consagrou na capela de um convento no bairro de Picpus, em Paris, em 6 de maio de 1806.
Excluindo seu pedestal, a figura de madeira escura tem 11 polegadas de altura e é moldada no estilo renascentista da época. Maria é retratada como uma matrona digna, com o Menino Jesus em seu braço esquerdo e um ramo de oliveira em sua mão direita.

### El Salvador
A tradição diz que em 1682 alguns mercadores encontraram uma caixa abandonada na costa de Mar del Sur, em Salvador. Incapazes de abri-lo, eles amarraram a caixa nas costas de um burro e saíram para informar as autoridades locais sobre o que encontraram. Quando eles estavam passando pela igreja paroquial, agora uma catedral, o burro deitou-se no chão. Eles conseguiram abrir a caixa e ficaram surpresos ao descobrir que continha uma imagem de Nossa Senhora segurando o Menino. Diz-se que travava uma luta sangrenta entre os habitantes da região, mas quando ouviram a maravilhosa descoberta na caixa abandonada, largaram as armas e imediatamente pararam de lutar. Por isso, a imagem recebeu o título de Nossa Senhora da Paz, cuja celebração litúrgica se realiza no dia 21 de novembro em memória de sua chegada a San Miguel.
A estátua é uma talha de madeira trabalhada, com o escudo nacional de El Salvador bordado na frente do manto branco da imagem. A imagem guarda uma folha de palmeira dourada em memória da erupção do vulcão Chaparrastique, que ameaçou destruir a cidade com lava ardente. Os amedrontados moradores de São Miguel levaram a estátua de Nossa Senhora da Paz à porta principal da catedral, e nesse preciso momento a força da lava mudou de direção, afastando-se da cidade.
O Papa Bento XV autorizou a coroação canônica da imagem, que ocorreu em 21 de novembro de 1921.

## Patrocínio

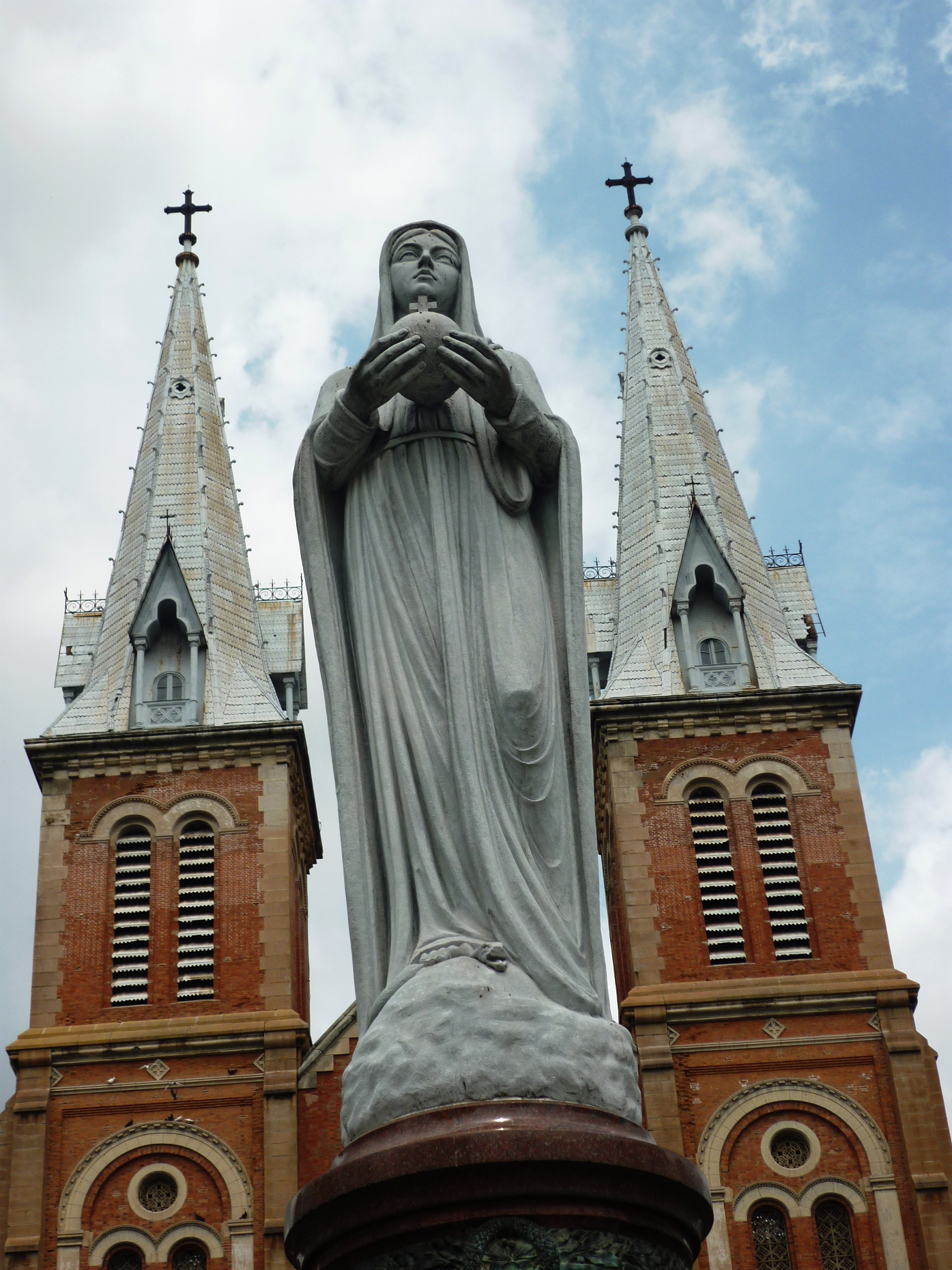
Estátua de Nossa Senhora da Paz em frente à Basílica de Notre-Dame de Saigon

Nossa Senhora da Paz é a padroeira da ordem religiosa Congregação dos Sagrados Corações de Jesus e Maria, fundada por Pedro Coudrin em Paris durante a Revolução Francesa. Quando a Congregação dos Sagrados Corações de Jesus e Maria estabeleceu a Igreja Católica no Havaí, eles consagraram as Ilhas Havaianas sob a proteção de Nossa Senhora da Paz. Eles ergueram a primeira igreja católica romana no Havaí para ela. Hoje, a Catedral de Nossa Senhora da Paz em Honolulu é a mais antiga catedral católica romana em uso contínuo nos Estados Unidos.
Existem três estátuas famosas de Nossa Senhora da Paz localizadas em Paris e Honolulu. O original é uma talha de madeira localizada em um convento da Congregação dos Sagrados Corações de Jesus e Maria, na França. Uma réplica maior em bronze foi içada acima do altar e santuário da Catedral de Nossa Senhora da Paz, enquanto uma terceira está em um pedestal fora da catedral.
A estátua original de Nossa Senhora da Paz foi cerimonialmente coroada em 9 de julho de 1906 pelo Arcebispo de Paris em nome do Papa Pio X. Desde então, todos os dias 9 de julho, a Congregação dos Sagrados Corações de Jesus e Maria celebra a Festa de Nossa Senhora da Paz. Durante os anos difíceis da Primeira Guerra Mundial, o Papa Bento XV acrescentou Nossa Senhora da Paz à Litania de Loreto, uma oração sagrada na liturgia.

### Outros santuários

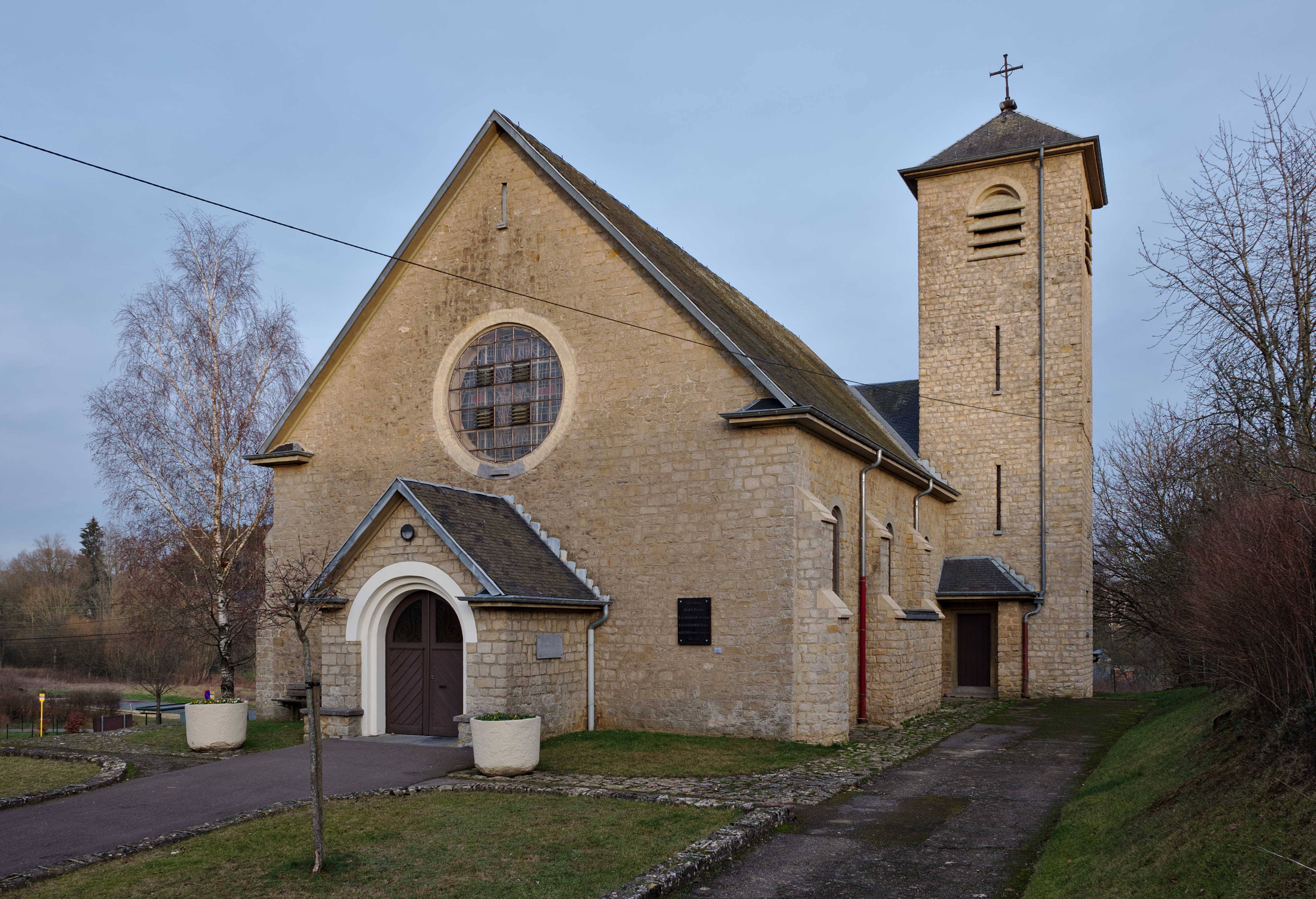
Igreja Nossa Senhora da Paz em Viville, Bélgica

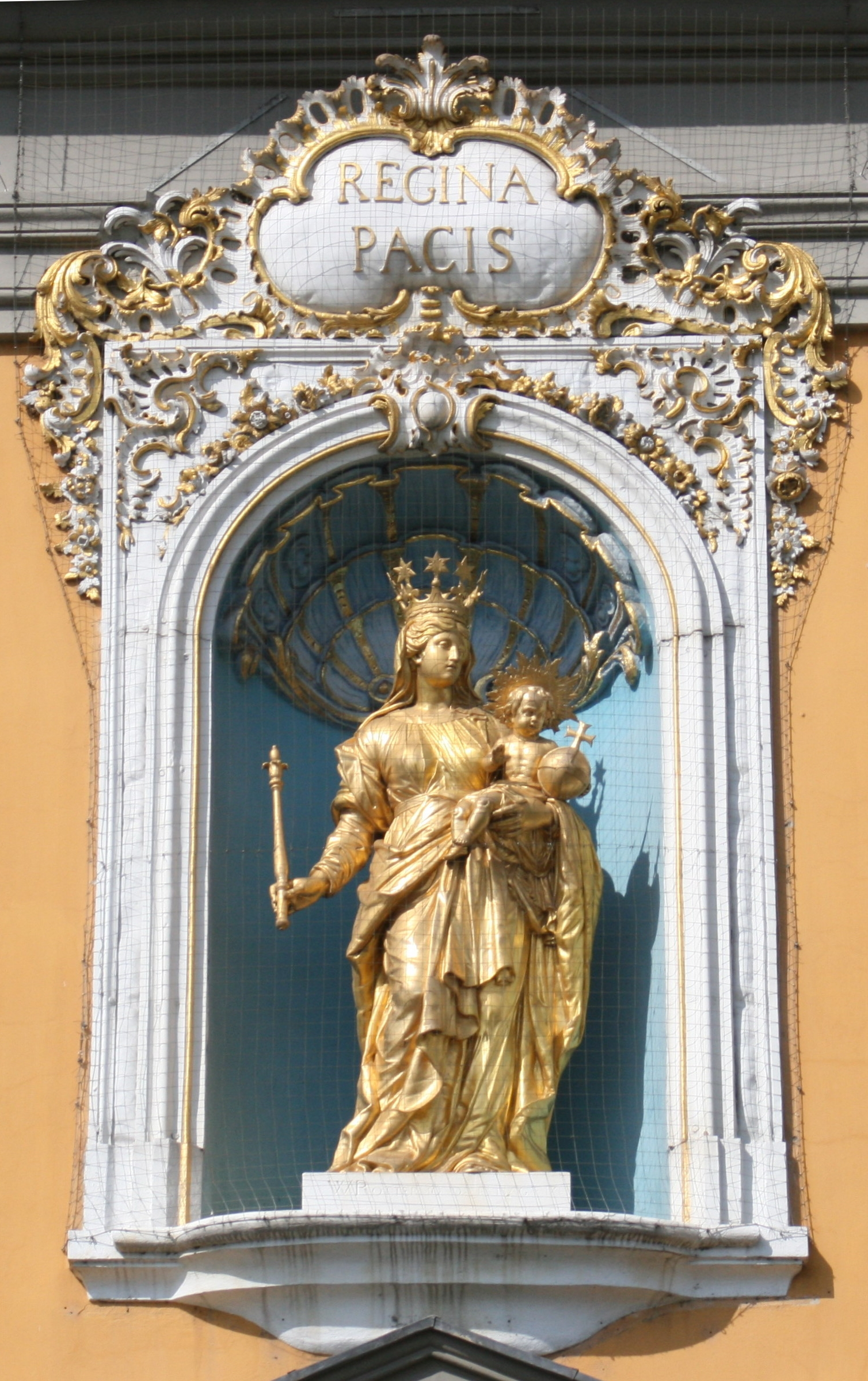
Estátua de Nossa Senhora da Paz na Universidade de Bonn

O Papa João Paulo II consagrou e dedicou a Basílica de Nossa Senhora da Paz de Iamussucro, na Costa do Marfim, a Nossa Senhora da Paz. É o maior local de culto da África. Em outras partes do mundo, existem igrejas paroquiais nomeadas em homenagem a Nossa Senhora da Paz em várias formas, especialmente na Irlanda e nos Estados Unidos. Um exemplo notável é a igreja Rainha da Paz em Bray, Condado de Wicklow, República da Irlanda.
O santuário EDSA em Grande Manila, nas Filipinas, também é dedicado a Nossa Senhora da Paz. Localizada ao longo da EDSA, ela comemora o suposto papel da Virgem na Revolução do Poder Popular de fevereiro de 1986, que encerrou a ditadura de 21 anos do presidente Ferdinando Marcos. Diz-se que Maria protegeu os mais de um milhão de manifestantes pacíficos na rodovia de possíveis ataques aéreos por soldados leais a Marcos; um mural dentro da nave do santuário retrata o "milagre". A imagem associada a este santuário em particular difere das representações tradicionais do título: Maria, coroada e vestida com mantos dourados, tem os braços estendidos, enquanto várias pombas brancas a cercam.
A Capela Foujita em Reims, França, é dedicada a Nossa Senhora, Rainha da Paz, como uma reação ao horror e à devastação causados pelos bombardeios atômicos de Hiroshima e Nagasaki em 1945 pelas forças americanas no final da Segunda Guerra Mundial.
A capela da St. Edward's University em Austin, Texas, também é dedicada a Nossa Senhora Rainha da Paz.
A Basílica de Santa Maria, Rainha da Paz, é a Pró-Catedral da Grande Arquieparquia Católica Siro-Malankara de Trivandrum em Kerala, Índia.